# Sommer-Paralympics 2004/Judo
Bei den XXII. Sommer-Paralympics 2004 in Athen wurden 13 Wettbewerbe im Judo ausgetragen, sieben für Männer und sechs für Frauen. Es war das erste Mal, dass es auch einen Wettbewerb für weibliche Athleten im Judo gab. Austragungsort war die Ano Lioussia Olympic Hall. Die Wettkämpfe fanden vom 20. bis 26. September statt.

## Männer

### Superleichtgewicht (bis 60 kg)
| Platz | Land | Athlet              |
| ----- | ---- | ------------------- |
| 1     | CUB  | Sergio Arturo Perez |
| 2     | JAP  | Makoto Hirose       |
| 3     | UKR  | Ihor Yadkovych      |
| 3     | HUN  | Norbert Biro        |

### Halbleichtgewicht (bis 66 kg)
| Platz | Land | Athlet                 |
| ----- | ---- | ---------------------- |
| 1     | JPN  | Satoshi Fujimoto       |
| 2     | ESP  | David García del Valle |
| 3     | FIN  | Jani Kallunki          |
| 3     | CHN  | Zhi Lin Xu             |

### Leichtgewicht (bis 73 kg)
| Platz | Land | Athlet         |
| ----- | ---- | -------------- |
| 1     | CHN  | Yun Feng Wang  |
| 2     | BRA  | Eduardo Amaral |
| 3     | USA  | Stephen Moore  |
| 3     | IRI  | Hani Asakereh  |

### Halbmittelgewicht (bis 81 kg)
| Platz | Land | Athlet         |
| ----- | ---- | -------------- |
| 1     | FRA  | Cyril Jonard   |
| 2     | JPN  | Yuji Kato      |
| 3     | GER  | Sebastian Junk |
| 3     | HUN  | Gabor Vincze   |

### Mittelgewicht (bis 90 kg)
| Platz | Land | Athlet         |
| ----- | ---- | -------------- |
| 1     | ALG  | Messaoud Nine  |
| 2     | RUS  | Oleg Kretsul   |
| 3     | ESP  | Raúl Fernández |
| 3     | LTU  | Jonas Stoskus  |

### Halbschwergewicht (bis 100 kg)
| Platz | Land | Athlet              |
| ----- | ---- | ------------------- |
| 1     | BRA  | Antonio Tenorio     |
| 2     | CHN  | Run Ming Men        |
| 3     | FRA  | Sebastien le Mecaux |
| 3     | USA  | Kevin Szott         |

### Schwergewicht (über 100 kg)
| Platz | Land | Athlet              |
| ----- | ---- | ------------------- |
| 1     | AZE  | İlham Zəkiyev       |
| 2     | GBR  | Ian Rose            |
| 3     | JPN  | Keiji Amakawa       |
| 3     | CUB  | Rafael Torres Pompa |

## Frauen

### Superleichtgewicht (bis 48 kg)
| Platz | Land | Athletin         |
| ----- | ---- | ---------------- |
| 1     | FRA  | Karima Edjeded   |
| 2     | BRA  | Karla Cardoso    |
| 3     | GER  | Astrid Arnd      |
| 3     | RUS  | Viktoriya Tapova |

### Halbleichtgewicht (bis 52 kg)
| Platz | Land | Athletin          |
| ----- | ---- | ----------------- |
| 1     | GER  | Susann Schützel   |
| 2     | FRA  | Sandrine Aurieres |
| 3     | CHN  | Qiu Lian Wang     |
| 3     | RUS  | Alexandra Lasova  |

### Leichtgewicht (bis 57 kg)
| Platz | Land | Athletin            |
| ----- | ---- | ------------------- |
| 1     | GER  | Ramona Brussig      |
| 2     | ESP  | Marta Arce Payno    |
| 3     | RUS  | Ekaterina Buzmakova |
| 3     | BRA  | Daniele Silva       |

### Halbmittelgewicht (bis 63 kg)
| Platz | Land | Athletin              |
| ----- | ---- | --------------------- |
| 1     | RUS  | Madina Kazakova       |
| 2     | GER  | Silke Hütter          |
| 3     | FRA  | Angelique Quessandier |
| 3     | ESP  | Monica Merenciano     |

### Mittelgewicht (bis 70 kg)
| Platz | Land | Athletin             |
| ----- | ---- | -------------------- |
| 1     | ESP  | Carmen Herrera       |
| 2     | USA  | Lorena Pierce        |
| 3     | RUS  | Tatiana Savostyanova |
| 3     | HUN  | Sandorne Nagy        |

### Halbschwergewicht (über 70 kg)
| Platz | Land | Athletin       |
| ----- | ---- | -------------- |
| 1     | CHN  | Lan Mei Xue    |
| 2     | ESP  | Maria Olmedo   |
| 3     | GER  | Beate Bischler |